# Anaspidacea
Anaspidacea Calman, 1904 è un ordine di crostacei, che comprende in tutto 11 generi, divisi in quattro famiglie.

## Distribuzione e habitat
Le specie dell'ordine delle Anaspidacee sono molto varie per caratteristiche, e vivevano, dal periodo Siluriano, unicamente sottoterra. Queste specie, oggi, abitano i laghi dolci, i corsi d'acqua calmi ed altri luoghi d'acqua adatta. Le specie della famiglia Koonungidae vivono in Tasmania, in buche sott'acqua. La loro dieta si basa su frammenti di organismi vegetali. Il genere Stygocarella è endemico della Nuova Zelanda.

## Tassonomia
Comprende le seguenti famiglie e generi:
- Famiglia Anaspididae Thomson, 1893
  - Allanaspides Swain, Wilson, Hickman & Ong, 1970 — Tasmania
  - Anaspides Thomson, 1894 — Tasmania
  - Paranaspides Smith, 1908 — Tasmania
- Famiglia Koonungidae Sayce, 1908
  - Koonunga Sayce, 1907 —  Australia sud-occidentale e Tasmania
  - Micraspides Nicholls, 1931 — Australia sud-occidentale e Tasmania
- Famiglia Psammaspididae Schminke, 1974*
  - Eucrenonaspides Knott & Lake, 1980 — Tasmania
  - Psammaspides Schminke, 1974 — Australia sud-occidentale
- Famiglia Stygocarididae Noodt, 1963
  - Oncostygocaris Schminke, 1980 — Corno sud dell'America meridionale.
  - Parastygocaris Noodt, 1963 — America meridionale
  - Stygocarella Schminke, 1980 — Nuova Zelanda
  - Stygocaris Noodt, 1963 — Australia sud-occidentale, Cile, Argentina, Nuova Zelanda.